# Christian Maurer (Theologe)
Christian Maurer (* 30. April 1913 in Arosa; † 15. April 1992 in Bern) war ein Schweizer evangelischer Geistlicher und Hochschullehrer.

## Leben
Christian Maurer war der Sohn des Buchdruckers Louis Gustav Maurer und dessen Ehefrau Anna Katharina (geb. Koller).
Er immatrikulierte sich 1933 an der Universität Zürich und begann mit einem Theologiestudium, unter anderem bei Emil Brunner. Das Studium setzte er an der Universität Berlin und der Universität Basel, hier unter anderem bei Karl Barth, fort; 1937 beendete er das Studium.
Von 1937 bis 1951 war er Pfarrer in Beggingen; in dieser Zeit promovierte er mit einer Dissertation zur paulinischen Gesetzeslehre 1941 zum Dr. theol. und wurde 1947 Privatdozent an der Universität Zürich.
Von 1951 bis 1954 war er Pfarrer in Fehraltorf und ab 1954 lehrte er als Professor für Neues Testament an der Kirchlichen Hochschule Bethel und war Mitarbeiter in den Bodelschwingh’schen Anstalten in Bielefeld. Von 1966 bis 1978 war er ordentlicher Professor für Neues Testament an der Universität Bern.
Christian Maurer war mit der Kindergärtnerin Susanna Elisabeth, Tochter des Pfarrers Albert Schäfer, verheiratet.

### Geistliches und schriftstellerisches Wirken
Christian Maurer setzte sich als Pfarrer in Beggingen im «Klettgauer Kränzchen», unter anderem mit seinen benachbarten Pfarrern Arthur Rich, Hans Wildberger (1910–1986) und Werner Bieder, kritisch mit dem Nationalsozialismus auseinander. Er trat auch dafür ein, die akademische Theologie für die pastorale, diakonische und pädagogische Arbeit der Kirche nützlich zu machen. 1943 verfasste er einen Kommentar zum Galaterbrief. 

## Schriften (Auswahl)
- Die Gesetzeslehre des Paulus nach ihrem Ursprung und in ihrer Entfaltung dargelegt. Zürich 1941.
- Der Galaterbrief: Prophezei Schweizerisches Bibelwerk für die Gemeinde. Zwingli-Verlag, Zürich 1943.
- Ignatius von Antiochien und das Johannesevangelium. Zwingli-Verlag, Zürich 1949.
- Die Gesetzeslehre das Paulus nach ihrem Ursprung und in ihrer Entfaltung dargelegt. Evangelischer Verlag, Zürich/Zollikon 1951.
- Die Begründung der Herrschaft Christi über die Mächte nach Kolosser 1,15–20. Deutscher Heimat-Verlag, Bielefeld 1955.
- Steckt hinter Joh. 5,17 ein Uebersetzungsfehler? Gieseking, Bielefeld 1957.
- mit Wilhelm Brandt; Johannes Fichtner: Wort und Dienst. Bethel bei Bielefeld 1959.
- Ehe und Unzucht nach 1. Korinther 6, 12–7, 7. Gieseking, Bielefeld 1959.
- Wahrheit und Wahrhaftigkeit – ein Grundproblem kritischer Theologie. Kaiser, München 1966.
- mit Theophil Müller, Ulrich Neuenschwander: Strukturprobleme der Kirche. Haupt, Bern/Stuttgart 1968.
- Erhört wegen der Gottesfurcht: Hebr. 5,7. 1972.
- Ansprache zur Würdigung des 70. Geburtstages des Kunstmalers Willy Fries. 1977.